# Зюплинген (Саксония-Анхальт)
Зюплинген (нем. Süplingen) — община в Германии, в земле Саксония-Анхальт.
Входит в состав района Оре. Подчиняется управлению Флехтинген.  Население составляет 977 человек (на 31 декабря 2010 года). Занимает площадь 18,33 км².